# Hymn Karelii
Gosudarstwennyj gimn Respubliki Karelija (ros. Государственный гимн Республики Карелия, tłum. Hymn państwowy Republiki Karelii) – hymn rosyjskiej autonomicznej Republiki Karelii przyjęty 6 kwietnia 1993 roku. Autorem muzyki jest Aleksander Biełoborodow, a słowa (w języku rosyjskim) napisali Armas Miszyn i Iwan Kostin, natomiast potem tekst rosyjski został przetłumaczony przez Armasa Miszyna na język fiński.
Pierwotnie bowiem, zgodnie z „Ustawą o tekście hymnu państwowego” z 1993 karelski hymn miał dwie wersje językowe: rosyjską i fińską. Jednak w 2001 Izba Republiki Prawodawczego Zebrania Karelii zmieniła „Ustawę” i uznała wersję rosyjską za jedyną obowiązującą. Działanie to zostało umotywowane tym, iż język rosyjski jest jedynym językiem urzędowym Republiki Karelii. Krok ten spotkał się z negatywnym przyjęciem ze strony zamieszkujących republikę narodów ugrofińskich (Karelów, Finów i Wepsów).
Wykonanie hymnu w języku fińskim odbyło się tylko jeden raz, w Teatrze Muzycznym Karelii, po tym, jak tekst został zatwierdzony przez karelski parlament.

## Tekst hymnu
| Tekst rosyjski | Tekst fiński | Tłumaczenie |
| --- | --- | --- |
| Край родной – Карелия! Древняя мудрая земля. Братских племен одна семья, Карелия! Звените, озера, и пой, тайга! Родная земля, ты мне дорога. Высоко на сопках твоих стою И песню во славу тебе пою. Край родной – Карелия! Ты мне навек судьбой дана. Здравствуй в веках, моя страна, Карелия! Герои былин средь лесов и гор Живут на земле нашей до сих пор. Лейся, песня! Кантеле, звонче пой Во имя карельской земли святой! Край родной – Карелия! Рун и былин напев живой. Вижу рассвет лучистый твой, Карелия! Вижу рассвет лучезарный твой, Карелия! | Kotimaamme Karjala! Ikivanha kaunis maa. Veljeskansat yhteen saa Karjala! Nuo järvet ja vaarat ja hongikot- ne huomisen kutsua kuunnelkoot! Seisoin vaaran harjalla paljain päin ja suljin syliini mitä näin. Kotimaamme Karjala! Ikivanha laulumaa. Työllään etsii kunniaa Karjala! Ne urhot ja sankarit laulujen- ne asuvat täällä entiselleen. Soita, soma kantele, jatku, työ! Soi, laulu, sydämen liekki, lyö. Kotimaamme Karjala! Rahvas rehti, ahkera töin ja lauluin ikuistaa Karjalaa! Töin ja lauluin ylistää Karjalaa! | Kraj ojczysty – Karelia! Prastara mądra ziemia. Bratnich plemion jedna rodzina, Karelia! Dźwięczcie, jeziora, i śpiewaj, tajgo! Ojczysta ziemio, jesteś mi droga. Wysoko na wzgórzach twoich stoję I pieśń o twojej chwale śpiewam. Kraju ojczysty – Karelio! Jesteś mi na zawsze dana przez los. Żyj na wieki, mój kraju, Karelio! Bohaterowie bylin wśród lasów i gór Żyją na naszej ziemi do dziś. Płyń, pieśnio! Kantele, dźwięcznie graj W imię świętej karelskiej ziemi! Kraju ojczysty – Karelio! Run i bylin melodio żywa. Widzę twój promienny świt, Karelio! Widzę twój jutrzenkowy świt, Karelio! |